# 내가 버린 남자
"내가 버린 남자"는 1979년에 개봉한 대한민국의 영화이다.

## 캐스팅
- 윤일봉 : 민하 역
- 유지인 : 명숙 역
- 김만
- 남능미
- 이경보
- 이해룡
- 전영주
- 최성관
- 김기종
- 김승남
- 최석
- 정철
- 김철환